# Cefisodoro (commediografo)
Cefisodoro (in greco antico: Κηφισόδωρος?, Kēphisódōros; Atene, V secolo a.C. – IV secolo a.C.) è stato un commediografo ateniese.

## Biografia
Non si sa molto di questo poeta, esponente della Commedia antica, se non che vinse nelle Lenee del 402 a.C. La Suida afferma Cefisodoro che fosse ateniese, ma per errore lo indica come tragico, anziché comico.

## Commedie
Delle sue opere sono rimasti qualche titolo e scarsi frammenti tramandati da Fozio, Suida, Giulio Polluce e Ateneo di Naucrati. Sempre Suda fornisce il titolo di quattro sue commedie: Ἀντιλαίς (Antilaide, contro l'etera Laide di Corinto); Ἀμαςόνες (Le Amazzoni); Τροφώνιος (Trofonio); Ὗς (Il maiale).